# Vågsøy
Vågsøy é uma comuna da Noruega, com 165 km² de área e 6 288 habitantes (censo de 2004). A localidade principal é Måløy.